# はるやま商事
はるやま商事株式会社（はるやましょうじ、Haruyama Trading Co.,Ltd.）は、岡山市北区表町一丁目に本社を置くアパレル関連企業。
主に紳士服を製造・販売し、西日本を中心とした関東以西の地域で「紳士服のはるやま」等の店舗運営を行う。郊外型紳士服専門チェーン業界では第4位。
日本オリンピック委員会（JOC）のオフィシャルパートナーシップ企業。

## 沿革
- 1955年（昭和30年）4月 - 治山正次が岡山県玉野市に洋服専門店を創業する。
- 1973年（昭和48年）7月 - （初代）はるやま商事株式会社を設立[注釈 1]。
- 1974年（昭和49年）11月 - 株式会社関西地区はるやまチェーンを設立[1]（現・株式会社はるやまホールディングス）。
- 1977年（昭和52年）12月 - 東京紳士服株式会社を販売会社として設立。
- 1988年（昭和63年）10月 - 岡山市青江に大型店舗「青江総本店」を開店。
- 1991年（平成3年）4月 - 株式会社関西地区はるやまチェーンが（初代）はるやま商事株式会社と東京紳士服株式会社を吸収合併し、商号を（2代目）はるやま商事株式会社に変更[1]。
- 1994年（平成6年）11月 - 大阪証券取引所第2部へ上場[1]。
- 1998年（平成10年）12月 - 東京証券取引所第2部へ上場。
- 2000年（平成12年）11月 - Perfect Suit FActory (P.S.FA) を東京都港区赤坂に開店し、同店舗の全国展開を開始。
- 2002年（平成14年）9月 - 東京証券取引所及び大阪証券取引所市場第一部に指定。
- 2003年（平成15年）
  - 6月 - 治山正次が社長を退任し、会長に就任。後任社長に治山正史が就任。
  - 12月 - 大阪証券取引所市場第一部への上場を廃止。
- 2006年（平成18年）
  - 4月 - JOCオフィシャルパートナー契約を締結。
  - 7月 - 子会社株式会社H・Mを設立。
  - 10月 - 株式会社マツヤから紳士服事業の譲渡を受け入れる。
  - 11月 - 紳士服はるやま、マスカット、P.S.FAで電子マネーEdyを使用可能にする[広報 1]。
- 2008年（平成20年）
  - 4月 - 連結子会社の株式会社H・Mを吸収合併。
  - 5月 - 北京オリンピック日本代表選手団の公式服装を発表。
  - 7月 - ネットカフェ事業を映クラ株式会社に売却[広報 2][広報 3]。株式会社モリワンを子会社化。
- 2009年（平成21年）
  - 3月 - P.S.FA Platinumを大丸梅田店（10階フロア）に開店し、同店舗の全国展開を開始[3][4][5]。
  - 9月 - レディスファッション業態「ミリオンカラッツ」を渋谷・池袋・新宿にオープン。
- 2010年（平成22年）6月 - はるやまオフィシャルオンラインストア事業を開始[広報 4]
- 2012年（平成24年） 1月 - 下請会社に対し、売れ残りを強制的に返品していたとして、公正取引委員会から勧告を受ける[6]。
- 2013年（平成25年）
  - 2月 - 世界一小さいスーツでギネスに認定。 ジャケット 19.7cm、パンツ：35.5cｍ[7]。
  - 9月 - 新業態「Perfect Suit JOY」をイオンモール船橋に開店し、同店舗の全国展開を開始[8]。
- 2014年（平成26年）
  - 7月 - 再復活「トランスコンチネンツ」の1号店を銀座に開店し、同店舗の全国展開を開始[9]。
  - 10月 - デザイナーズブランド「テット・オム」の衣料品等製造・卸・販売事業を譲受[10]。
- 2017年（平成29年）1月 - はるやま商事株式会社が商号を「株式会社はるやまホールディングス」に変更し、持株会社体制へ移行。新設分割により新たに（3代目）「はるやま商事株式会社」を設立。

## 事業所
- 東京支社 - 東京都品川区西五反田7-24-5　ONEST西五反田スクエア5階

## 店舗
- 店舗数 - 452店舗（2015年3月31日現在）

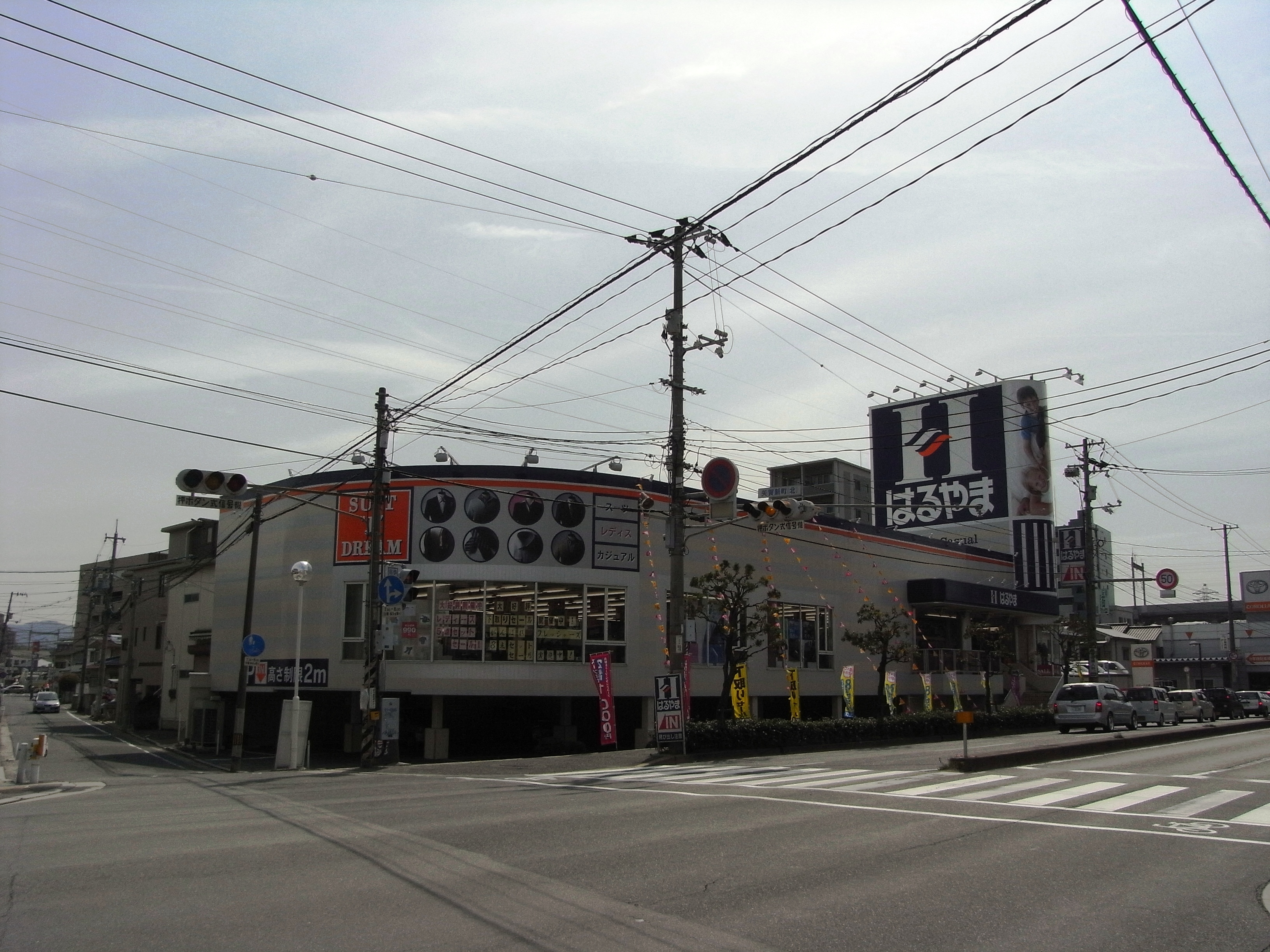
紳士服はるやま 広島府中店

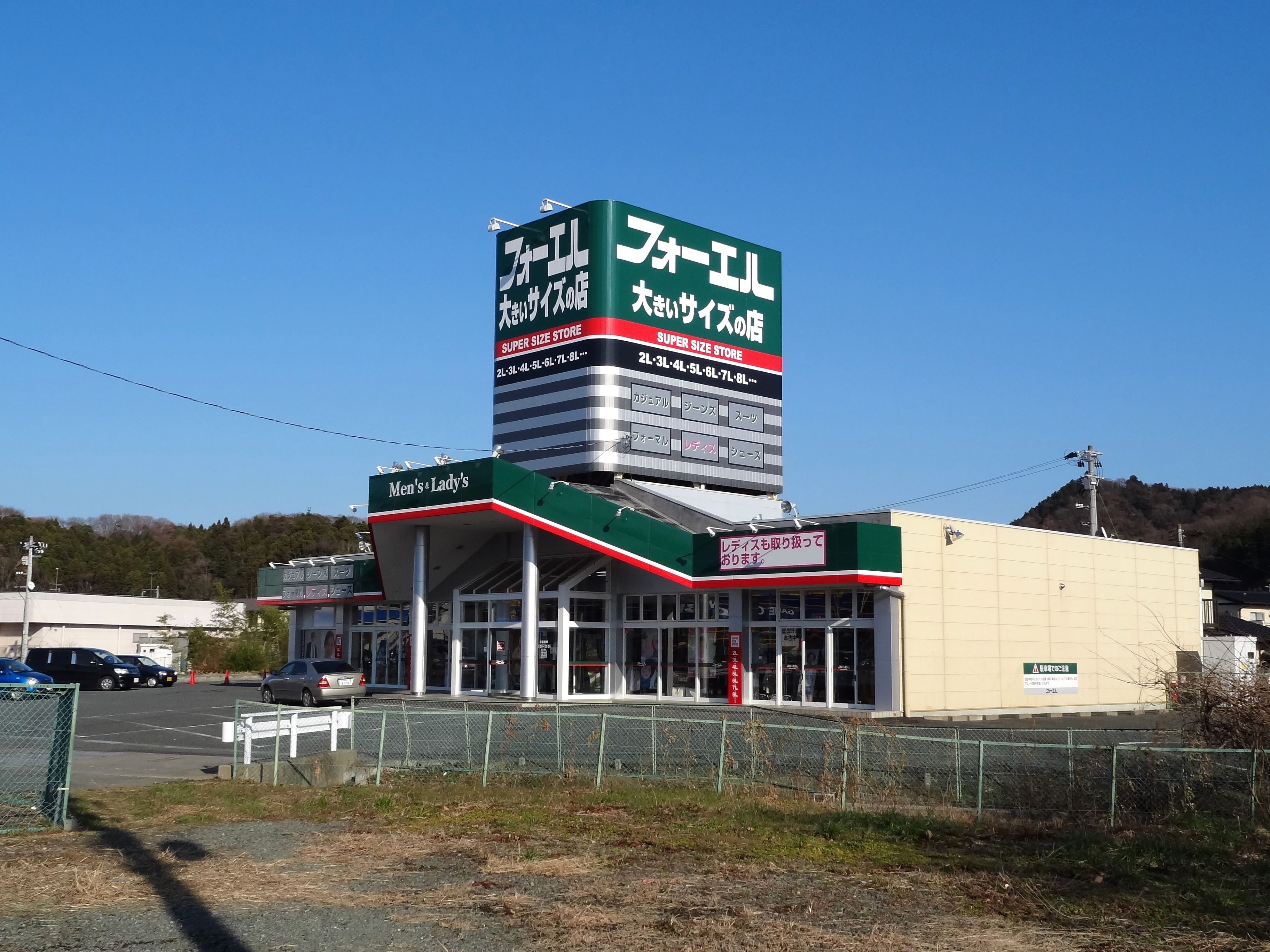
フォーエル いわき店

### 紳士服はるやま
出店エリアは、西日本を中心とした日本全国。

### MORIONE WORLD - モリワンワールド -
MORIONE WORLD（モリワンワールド）は、石川県野々市市御経塚に本社を置くはるやま商事の子会社である株式会社モリワンが展開する店舗。
石川県、富山県（北陸2県）にてメンズ&ウィメンズのビジネス及びカジュアル衣料の販売を手がける。北陸最大級の売り場面積と品揃えに加え、百貨店や専門店系のブランドを数多く取り扱い、フルオーダーにも対応している。
「モリワンワールド」の他、大きいサイズの専門店「ビッグワールド」及びONLY 3 PRICE SUIT SHOP「ブームバイモリワン」を運営する。

### フォーエル
マツヤが展開していた大きいサイズの専門店。事業本部も群馬県高崎市の旧マツヤ本社にある。マツヤ時代は近隣県のみであったが、全国展開された。

### Perfect Suit FActory
Perfect Suit FActory（略称：P.S.FA）は、20代から30歳代前半向けビジネススーツを中心とした都市型店舗である。2000年11月から展開を開始した。
2009年3月14日には、20代後半から40代前後向け上級ラインのP.S.FA Platinumを大丸梅田店（10階フロア）に開店し、同店舗の全国展開も開始した。P.S.FA Platinumの大丸への出店は、業界で「（大丸の持株会社）J.フロント リテイリングは、百貨店として越えてはいけない一線を越えた」と話題を呼び、開店初日には約200人の行列ができ、2日間で約1,000万円という予想以上の売上とその後も売上は堅調に維持し、当初計画の3.3倍に達したことが更に話題となった。
会員特典ポイントカードのシステムを導入しており、年会費無料、商品を購入すると210円につき1ポイントが加算される。100ポイントで1,050円（税込）の買物券として利用できる。ポイントの有効期限は、最終ポイント獲得日から2年間と定められている。店舗開発及び運営は、P.S.FA事業部東京支社が統括を行っている。
※運営する店舗については、公式サイト「P.S.FA 店舗一覧」を参照。

## かつて展開していた店舗

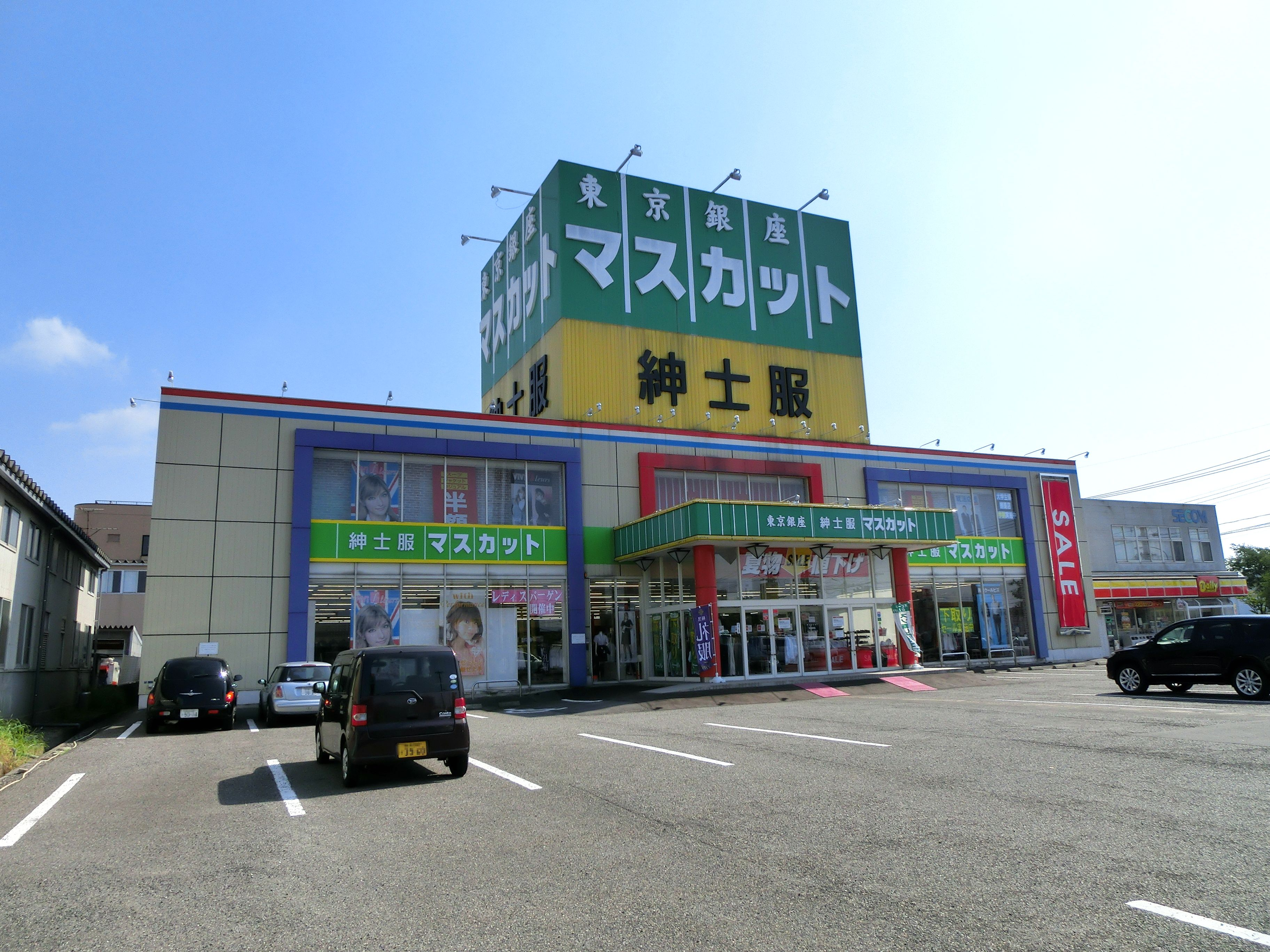
紳士服マスカット 新潟亀田店

### 紳士服マスカット
1998年4月から東北地区と新潟県にて店舗展開を開始。東北地方と新潟県では2011年9月まで「はるやま」の店舗ブランドが使えなかったため（理由は後述）、本社がある岡山県の特産物であるマスカットを店舗ブランドとした。看板には「東京銀座マスカット」とあるが、銀座に店舗展開がされているわけではない。その後、青森県の店舗については2012年5月末までに、その後秋田県、宮城県でも改称が進められた。最後まで残った新潟県内についても、2014年10月から「マスカット」から「はるやま」に改称され、2014年12月をもって「マスカット」ブランドの店舗は消滅した。なお、山形県、福島県には出店しなかった。

### その他
- さぬきうどん釜たま（徐々に縮小の見込み）
- クラブ モンブラン（ネットカフェと漫画喫茶をメインとする複合カフェ） - かつて運営していたが、上記の通り映クラに売却している。その後、ほとんどの店舗が映クラから株式会社ヴァリックに売却され、「快活CLUB」となったため、2013年8月25日をもって「クラブ モンブラン」ブランドの店舗は消滅した。

## 備考
はるやま商事の創業者の兄弟が設立したアパレル関連企業で、はるやまチェーン（本社：札幌市。2001年に経営破綻後、民事再生法により再建）が存在するが、はるやま商事との資本関係は無い。
はるやま商事とはるやまチェーンは1994年10月31日付で出店及び商号、商標の使用に関する協定書を締結し（2004年4月1日付で内容を変更）、東京都、神奈川県、富山県、石川県の1都3県を除く道府県では、既に道府県に出店している側の「はるやま」に名称の使用優先権があるとしていた。しかし、2011年9月2日付ではるやま商事側が本協定の解除を通告しており、以後は同一県内に双方の「はるやま」もしくは関連会社のはるやまホールディングスによる運営の店舗（フォーエル） が存在する例が見られるようになっている。
2015年現在、はるやま商事とはるやまチェーンの商標ははるやまチェーンが小文字の「h」を主体としたロゴデザインを使用するのに対し、はるやま商事は大文字の「H」を主体としたデザインとなっている点が異なる。また、はるやまチェーン側のロゴには必ず「haruyama chain」の文字が入っている点でも見分けが可能である。ただ、94年の本協定以前のテレビCMのサウンドロゴが酷似していたり、当のはるやま商事が展開する紳士服のはるやまにてhロゴを使用しているなどというケースが生じていた。